# Harry Kupfer
Harry Kupfer (Berlijn, 12 augustus 1935 – aldaar, 30 december 2019) was een Duits operaregisseur.

## Loopbaan
Kupfer begon zijn carrière in de toenmalige DDR van de jaren vijftig. Hij studeerde theaterwetenschap aan de Universiteit Leipzig en kon al in 1958 in Halle zijn eerste opera, Dvořáks Rusalka, ensceneren. Van 1958 tot 1962 was hij 'Oberspielleiter' van de opera in Stralsund, en daarna van 1962 tot 1966 in Karl-Marx-Stadt. Er volgden projecten in Weimar en Dresden, tot hij in 1981 de leiding van de Komische Oper in Berlijn kreeg. Na 21 succesvolle jaren, waarin hij zich ontwikkelde tot een van Europa’s meest geprofileerde operaregisseurs, nam hij in 2002 afscheid met de enscenering van Brittens opera The Turn of the Screw. De productie werd een groot succes en door de pers omschreven als “zeer genietbaar”.
Kupfer heeft meer dan 175 operaregies op zijn naam staan, Naast zijn werk in Berlijn regisseerde hij operaproducties in Graz, Kopenhagen, Amsterdam, Cardiff, Londen, Wenen, Salzburg, Barcelona, San Francisco, Moskou en Zürich. Bij de Bayreuther Festspiele ensceneerde hij in 1978 Der fliegende Holländer en in 1988 Der Ring des Nibelungen. Samen met de componist Krzysztof Penderecki schreef hij het libretto voor de opera Die schwarze Maske (naar Gerhart Hauptmann), die hij regisseerde bij de Salzburger Festspiele in 1986. Na zijn tijd bij de Komische Oper regisseerde hij in Berlijn ook producties van de Staatsoper Unter den Linden, waarbij Daniel Barenboim veelal de dirigent was.
Ook op het gebied van de musical was Harry Kupfer succesvol. Zo ensceneerde hij in 1992 Elisabeth in het Theater an der Wien.
Harry Kupfer was lid van de Akademie der Künste in Berlijn, de Freie Akademie der Künste in Hamburg en professor aan de Berliner Musikhochschule.
De laatste opera die hij regisseerde was in 2019 Händels Poro, waarvoor hij naar de Komische Oper Berlin was teruggekeerd. Kupfer overleed op de voorlaatste dag van dat jaar op 84-jarige leeftijd na een langdurige ziekte.

## Kupfer in Nederland
In Nederland regisseerde Kupfer zeven opera's bij De Nationale Opera, vaak in samenwerking met dirigent Hartmut Haenchen: Elektra (1977, reprise 1982),  Fidelio (1981, reprise 1986), Boris Godoenov (1987), Salomé (1988), La damnation de Faust (1989), Die Frau ohne Schatten (1992) en Die Meistersinger von Nürnberg (1995). In 2011 regisseerde hij de opera Káťa Kabanová van Leoš Janáček bij Opera Zuid.

## Prijzen en erkenningen
- 1993 Frankfurter Musikpreis
- 1994 Verdienstorden des Landes Berlin

- Bibsys: 90125555
- Bibliothèque nationale de France: cb140197272 (data)
- Gemeinsame Normdatei: 118838164
- International Standard Name Identifier: 0000 0001 1038 3998
- Library of Congress Control Number: n86870152
- Nationale Bibliotheek van Letland: 000174755
- MusicBrainz: ae8aa65d-fc0b-47e1-8a7f-ec30729816b1
- Nationale Bibliotheek van Tsjechië: xx0184171
- Nationale Bibliotheek van Israël: 987007271676705171
- Nationale Bibliotheek van Polen: a0000002005422
- Nederlandse Thesaurus van Auteursnamen: 073721018
- LIBRIS: 289102
- Système universitaire de documentation: 029691915
- Virtual International Authority File: 12291070
- WorldCat: E39PBJfCvyMy3wHcYk6mg4TvHC